# Лишение свободы

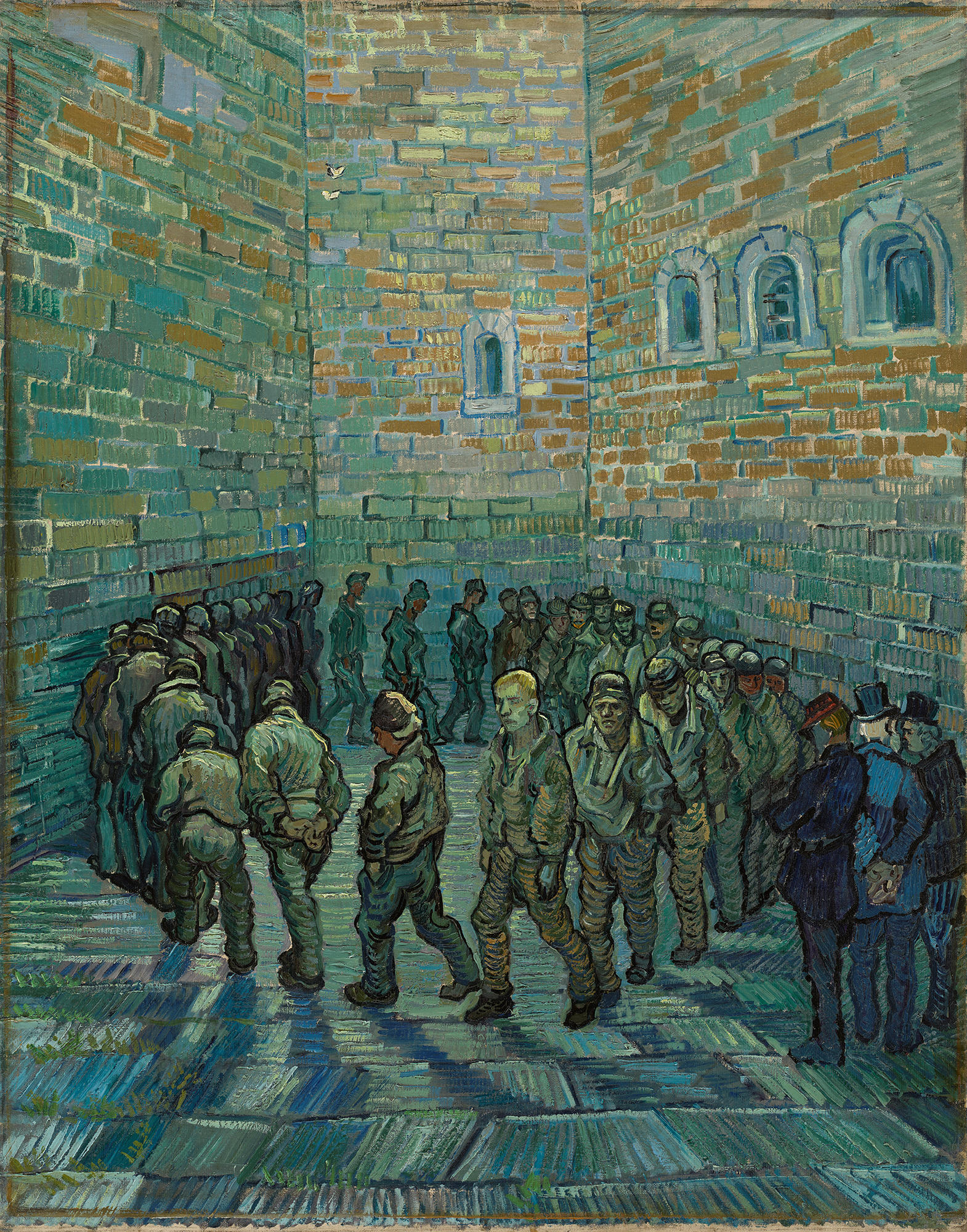
Ван Гог «Прогулка заключённых»

Лише́ние свобо́ды — вид уголовного наказания, заключающийся в принудительной изоляции преступника от общества в специализированном учреждении с определённым режимом отбывания наказания.

## История
Несмотря на то, что помещение преступников в тюрьмы, крепости, монастыри и другие подобные места, дабы ограничить их контакт с обществом, известно достаточно давно (оно упоминается, например, в Судебнике 1550 года), оно применялось к достаточно небольшому числу лиц (в основном совершивших государственные преступления).
Впервые достаточно широко лишение свободы стало применяться в Голландии в XVI—XVII веках; позже данное наказание было заимствовано в Германии. В конце XVIII—начале XIX века лишение свободы вошло во многие вновь принятые буржуазные уголовные кодексы: УК Франции 1791 и 1810 годов, УК Баварии 1813 года.
В. Н. Додонов отмечает, что введение данного наказания явилось «подлинно гуманистическим шагом», поскольку оно явилось реальной альтернативой каторжным работам и смертной казни, которые в тот период являлись наиболее широко применяемыми видами наказаний; в результате появилась возможность исправительного воздействия на преступника.

## Лишение свободы в современный период
В настоящее время лишение свободы — один из наиболее широко применяемых в мире видов наказания. Лишение свободы допускает широкие возможности по индивидуализации назначаемого наказания: может варьироваться срок, режим содержания и характер воздействия на осуждённого, что даёт возможность применения исправительного воздействия, соответствующего особенностям личности осуждённого.
В мире существует множество видов и форм лишения свободы. В широком смысле лишение свободы включает в себя все виды наказания, подразумевающие изоляцию осуждённого от общества, в том числе пожизненное заключение, лишение свободы на определённый срок, каторжные работы, арест (кратковременное лишение свободы, отдельное от обычного лишения свободы в законодательстве некоторых стран), содержание в дисциплинарной воинской части и т. д.
Законодательство Австрии, Венгрии, Германии, Исландии, Лаоса, Латвии, Северной Македонии, Перу, Судана, Финляндии, Швейцарии, Швеции и Эстонии под лишением свободы подразумевает все виды заключения на определённый срок и пожизненное заключение. В странах СНГ, а также в Албании, Болгарии, Брунее, КНР, Литве, Польше, Румынии и Тунисе пожизненное лишение свободы считается отдельным видом наказания. Краткосрочное лишение свободы выделяется в особый вид наказания (арест) в большинстве стран СНГ, Венесуэле, Гватемале, Италии и КНР.

## Особенности уголовно-правовой регламентации лишения свободы в различных странах

### Режимы содержания
Лишение свободы в законодательстве многих стран делится на несколько видов в зависимости от характера налагаемых на лицо ограничений. При этом степень конкретизации режимов в уголовном законодательстве различна: УК Албании, Грузии, КНР, Нидерландов, Польши лишь указывают на наличие таких режимов; уголовные кодексы Болгарии, Казахстана, Литвы, Македонии, Словении, Федерации Боснии и Герцеговины их только называют; в отличие от этого, уголовное законодательство Азербайджана, Беларуси, Венгрии, Кыргызстана, Монголии, России, Таджикистана и Узбекистана их не только перечисляет, но и определяет их содержание.

### В странах англо-американской системы
В этих странах применяется лишь такой вид лишения свободы, как тюремное заключение. Существует несколько видов тюремных учреждений с различным режимом содержания.

### В странах, использующих французскую модель уголовного законодательства
Факторами, определяющими выделение различных видов лишения свободы, в этих странах служат характер наказуемого деяния, сроки наказания, места отбывания и режим содержания.
Во Франции лишение свободы может быть назначено как за преступления (в этом случае оно считается уголовным наказанием), так и за проступки (исправительное тюремное заключение, которое считается исправительным наказанием). Эти виды наказания отличаются не только названием, но и режимом содержания.
Лишение свободы как уголовное наказание делится на уголовное заключение (назначается за общеуголовные преступления) и уголовное заточение (назначается за политические преступления). В настоящее время существенных различий по режиму отбывания между этими видами наказания нет.
В зависимости от продолжительности выделяются пожизненное лишение свободы, лишение свободы на срок до 30, до 20 и до 15 лет.
В странах, заимствовавших модель французского УК 1810 года (Алжир, Бельгия, Гаити, Мадагаскар, Сенегал) лишение свободы классифицируется, во-первых, в зависимости от вида наказуемого деяния (преступление, правонарушение или проступок); во-вторых, как и во Франции, лишение свободы за преступление может носить характер как уголовного заключения, так и уголовного заточения.

### Принудительный труд заключённых
Обязательное привлечение осуждённых к труду предусматривается законодательством многих стран мира. Оно в явном виде разрешено международными документами, в частности, Конвенцией Международной организации труда № 29 о принудительном и обязательном труде. Однако в настоящее время труд осуждённых преимущественно рассматривается не как карательная мера, а как позитивный элемент внутреннего режима исправительных учреждений, ориентированный на исправление и социальную реабилитацию осуждённого, которому предоставляются различные преимущества и гарантии, связанные с трудом.
В то же время, в отдельных странах мира до сих пор существуют каторжные работы. Такой вид лишения свободы выделяется законодательством Гаити, Доминиканской Республики, Мавритании, Мадагаскара, Мали, Марокко, Республики Корея, Сенегала и Шри-Ланки. В бывших британских колониях (Бангладеш, Замбия, Индия, Кения, Пакистан, Тонга) выделяется «простое» и «строгое» лишение свободы; в последнем случае заключённые осуществляют каторжный труд.
Кроме того, наличие или отсутствие принудительного привлечения осуждённых к труду может служить основанием для выделения различных видов лишения свободы. В Аргентине, Венесуэле и Гватемале, а также в Уругвае выделяются определённые виды лишения свободы, которые связаны с принудительным привлечением осуждённого к труду, который не носит характер каторжного. В первых трёх перечисленных странах различается заключение, связанное с принудительными работами («reclusion», «presidio»), и тюремное заключение («prision»). В Уругвае длительное заключение (от 2 до 30 лет, «penitenciaria») связано с привлечением к труду, а краткосрочное («prision») — нет.

## Сроки лишения свободы
Наказание в виде лишения свободы может быть назначено на определённый срок (в ряде стран — также пожизненно). В законодательстве большинства стран мира ограничивается максимальный срок лишения свободы. В некоторых странах устанавливаются различные правила установления максимального срока в зависимости от того, одно или несколько преступлений совершено лицом. По УК РФ максимальный срок лишения свободы на определённый срок может составить 20 лет, в случае назначения наказания по совокупности преступлений — 25 лет, а по совокупности приговоров — 30 лет (для некоторых особо тяжких преступлений — 30 и 35 лет соответственно). Аналогичная ситуация (за исключением повышенных максимальных сроков при совокупности, в которую входят некоторые особо тяжкие преступления) имеет место в законодательстве Казахстана (с 1 января 1998), Кыргызстана (1 января 1998 — 1 января 2019), Грузии (1 июня 2000 — 17 апреля 2013), Молдавии (с 24 мая 2009), Армении (с 23 мая 2011), Латвии (с 1 апреля 2013).
| Страны | Срок    |
| --- | ------- |
| Швеция | 10 лет  |
| Филиппины, Финляндия | 12 лет  |
| Германия, Кыргызстан, КНДР, КНР, Македония, Республика Корея, Украина, Япония | 15 лет  |
| Дания, Исландия | 16 лет  |
| Австрия, Азербайджан, Армения, Афганистан, Бахрейн, Венгрия, Вьетнам, Гаити, Греция, Грузия, Зимбабве, Испания, Казахстан, Лаос, Латвия, Литва, Мадагаскар, Молдавия, Монголия, Нидерланды, ОАЭ, Панама, Республика Сербская, Россия, Судан, Швейцария, Эстония | 20 лет  |
| Норвегия | 21 год  |
| Италия, Турция | 24 года |
| Албания, Беларусь, Великобритания, Парагвай, Польша, Португалия, США, Таджикистан, Туркменистан, Узбекистан, Чехия | 25 лет  |
| Андорра, Бельгия, Болгария, Боливия, Бразилия, Венесуэла, Доминиканская республика, Макао, Никарагуа, Румыния, Сальвадор, Уругвай, Франция, Черногория | 30 лет  |
| Сан-Марино | 35 лет  |
| Федерация Боснии и Герцеговины, Колумбия, Сербия | 40 лет  |
| Гватемала, Коста-Рика, Таиланд | 50 лет  |
| Мексика | 60 лет  |

Законодательство некоторых стран (например, КНДР) предусматривает назначение более высоких сроков лишения свободы при замене им смертной казни в случае помилования осуждённого (20 лет в КНДР).
В США федеральным законодательством и законами большинства штатов предельных сроков лишения свободы при совершении нескольких преступлений не устанавливается, ввиду чего судьи нередко назначают сроки наказания в 200—300 лет.
Установление минимальных сроков наказания в виде лишения свободы характерно для стран континентальной правовой семьи; в странах англо-американской семьи минимальный срок наказания устанавливается судом и может составлять вплоть до 1 дня.
| Страны | Срок        |
| --- | ----------- |
| Австрия, Албания, Афганистан, Бангладеш, Бельгия, Боливия, Федерация Боснии и Герцеговины, Великобритания, Гаити, Гватемала, Германия, Дания, Зимбабве, Исландия, Италия, Латвия, Макао, Мадагаскар, Македония, Мексика, Нидерланды, Норвегия, Панама, Перу, Польша, Португалия, Республика Корея, Республика Сербская, Сербия, США, Тунис, Турция, Узбекистан, Финляндия, Франция, Черногория, Швейцария, Швеция, Эстония, ЮАР, Япония | до 1 месяца |
| Венгрия, Россия, Чили | 2 месяца    |
| Азербайджан, Армения, Болгария, Лаос, Литва, Молдавия, Сан-Марино, Уругвай | 3 месяца    |
| Беларусь, Грузия, Испания, Казахстан, Кыргызстан, КНДР, КНР, Монголия, Парагвай, Сальвадор, Таджикистан, Туркменистан, Филиппины | 6 месяцев   |
| Никарагуа, Украина | 1 год       |

## В России

### История
Лишение свободы известно российскому праву с древних времён: оно применялось ещё в Древней Руси. Тогда было известно две формы лишения свободы: заключение в железо (цепи) и заключение в погреб. В тот период лишение свободы рассматривалось не столько как наказание, сколько как предупредительная мера.
В XIX веке разновидности лишения свободы делились на уголовные и исправительные наказания. К уголовным наказаниям относились:
- лишение всех прав состояния и ссылка на каторжные работы;
- лишение всех прав состояния и ссылка на поселение в Сибирь;
- лишение всех прав состояния и ссылка на поселение за Кавказ.

К исправительным наказаниям относились:
- потеря всех особенных прав и преимуществ, как лично, так и по состоянию осуждённого ему присвоенных, и ссылка на житьё в отдалённые или менее отдалённые места Сибири, с временным, в определённом для его жительства месте, заключением или без него, а для людей, не изъятых от наказаний телесных, — отдача на время в исправительные арестантские роты гражданского ведомства с тем же лишением прав;
- лишение всех особенных прав и преимуществ и ссылка на житьё в другие, кроме сибирских, более или менее отдалённые губернии, с временным, в определённом для его жительства месте, заключением или без него, а для людей, не изъятых от телесных наказаний, — заключение в рабочем доме также с потерей всех особенных прав и преимуществ;
- временное заключение в крепости, с лишением лишь некоторых особенных прав и преимуществ, или же без лишения их, смотря по роду преступления и мере вины;
- временное заключение в смирительном доме, с лишением некоторых особенных прав и преимуществ, или же без лишения, смотря по роду преступления и мере вины;
- временное заключение в тюрьме;
- кратковременный арест.

### В настоящее время
Согласно ст. 56 УК РФ, лишение свободы заключается в изоляции осужденного от общества путём направления его в колонию-поселение, помещение в воспитательную колонию, лечебное исправительное учреждение, исправительную колонию общего, строгого или особого режима либо в тюрьму. Это основной вид наказания.
Лишение свободы является одним из наиболее часто применяющихся видов наказания. К лишению свободы осуждается примерно треть всех осуждённых. Применение данного наказания в последние десятилетия имеет тенденцию к сокращению, ввиду того, что оно имеет серьёзные недостатки, такие как значительное влияние на материальное положение семьи осуждённого, распад семей, а также приобретение навыков преступного поведения лицами, которые отбывают наказание впервые. Верховный суд РФ предписывает нижестоящим судам мотивировать назначение лишения свободы, в случае, если в санкции уголовного закона предусмотрены другие виды наказания. При этом лишение свободы может быть назначено только в случае, если менее строгий вид наказания не сможет обеспечить достижение целей наказания. Целью наказания является исправление осужденного и предупреждение совершения новых преступлений.
Лишение свободы устанавливается на срок от двух месяцев до двадцати лет. В случае частичного или полного сложения сроков лишения свободы при назначении наказаний по совокупности преступлений максимальный срок лишения свободы не может быть более двадцати пяти лет, а по совокупности приговоров — более тридцати лет. Если в совокупность входит хотя бы одно из преступлений, предусмотренных ст. 205, 205.1, 205.2, 205.3, 205.4, 205.5, ч. 3 и 4 ст. 206, ч. 4 ст. 210, ст. 210.1, ч. 4 ст. 211, ст. 277, 278, 279, 353, 356, 357, 358, 360 и 361 УК РФ, максимальный срок лишения свободы при назначении наказания по совокупности преступлений не может быть более тридцати лет, а по совокупности приговоров — более тридцати пяти лет.
Наказание в виде лишения свободы может быть назначено осужденному, совершившему впервые преступление небольшой тяжести, только при наличии отягчающих обстоятельств. Исключением являются преступления, связанные с незаконным оборотом наркотиков, а также деяния, за которые лишение свободы предусмотрено как единственный вид наказания.
Пожизненное лишение свободы рассматривается как отдельный вид наказания.
Лишение свободы предполагает физическую изоляцию осуждённого от общества: осужденный не может покидать учреждение, исполняющее наказание; ограничивается количество его свиданий с родственниками и иными лицами, ставится под контроль корреспонденция и переговоры осуждённого, ограничивается количество получаемых посылок, передач и бандеролей, а также
телефонных разговоров. В то же время, осуждённым разрешается прослушивание радиопередач, просмотр кинофильмов, телепередач, приобретение литературы, подписка на газеты и журналы. Отсутствие духовной изоляции связано с необходимостью реинтеграции осуждённого в общество после отбывания наказания. Ограничивается также свобода передвижения осуждённого, к нему принудительно применяются средства исправления.
Отбывание лишения свободы назначается (ст. 58 УК РФ):
- лицам, осужденным за преступления, совершенные по неосторожности, а также лицам, осужденным к лишению свободы за совершение умышленных преступлений небольшой и средней тяжести, ранее не отбывавшим лишение свободы, — в колониях-поселениях. С учётом обстоятельств совершения преступления и личности виновного суд может назначить указанным лицам отбывание наказания в исправительных колониях общего режима с указанием мотивов принятого решения;
- мужчинам, осужденным к лишению свободы за совершение тяжких преступлений, ранее не отбывавшим лишение свободы, а также женщинам, осужденным к лишению свободы за совершение тяжких и особо тяжких преступлений, в том числе при любом виде рецидива, — в исправительных колониях общего режима;
- мужчинам, осужденным к лишению свободы за совершение особо тяжких преступлений, ранее не отбывавшим лишение свободы, а также при рецидиве или опасном рецидиве преступлений, если осужденный ранее отбывал лишение свободы, — в исправительных колониях строгого режима;
- мужчинам, осужденным к пожизненному лишению свободы, а также при особо опасном рецидиве преступлений — в исправительных колониях особого режима.